# Salinidad del suelo

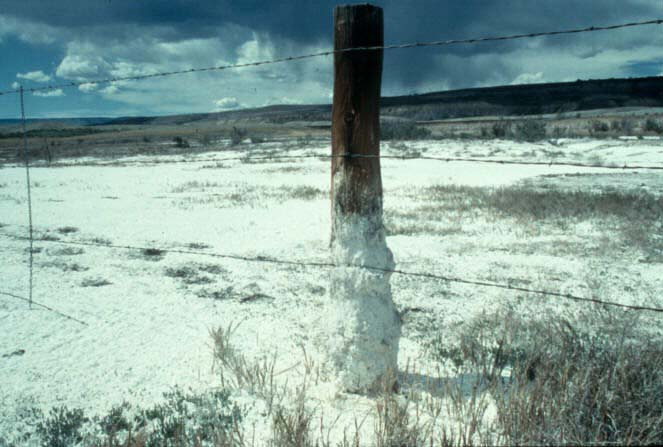
Vista de suelos afectados por sal en la región de Colorado (EE. UU.). Las sales disueltas en el suelo se acumulan en la superficie del terreno depositándose en el suelo y en la base del tronco.

Se denomina salinidad del suelo al contenido salino del terreno.

## Causas de la salinidad del suelo
Los suelos afectados por elevados niveles de salinidad son producto de la acumulación de sales, lo que por lo general es menos elevada en la superficie del terreno. Las sales pueden ser transportadas hasta la superficie del terreno por medio de acción capilar desde una capa freática que contiene sal y luego acumularse a causa de la evaporación. También pueden concentrarse como consecuencia de actividades humanas, por ejemplo el uso de potasio como fertilizante, el cual puede formar silvita, una sal que se encuentra naturalmente en la naturaleza. En la medida que la salinidad del suelo aumenta, la sal puede producir la degradación de los suelos y de la vegetación. 
La salinización es un proceso que se produce a causa de:
- niveles elevados de sal en los suelos.
- características del paisaje que permiten que las sales se desplacen. (desplazamiento de la capa freática)
- cambios climáticos que favorecen la acumulación de sal.
- actividades humanas tales como el desmonte de tierras, actividades relacionadas con la acuicultura y el arrojar sal en las rutas en invierno.[2]